# Замок Каркассонн
Замок Каркассонн — резиденція в Марблхед, Массачусетс, США. Він був завершений у 1935 році для Аролайн Гоув, доньки Лідії Пінкхам. У 1970-х і 1980-х роках замок належав Джорджу А. Батлеру, який проводив вишукані вечірки в триповерховому гранітному замку з 23 кімнатами.

## Будівництво
Будівництво замку Каркассонн відбувалося під час Великої депресії. Граніт доставляли з Південного берега, деревину імпортували з Австралії, Мексики, Венесуели та Африки, а мармур привозили з різних куточків світу. Вартість будівництва склала 500 000 доларів. Гоув отримала похвалу від президента Франкліна Делано Рузвельта за те, що вона надала роботу багатьом безробітним майстрам. Замок був побудований компанією Gourdeau Construction з Гамільтона, Массачусетс.

## Планування
Замок Каркассонн має симетричне триповерхове планування навколо центральної круглої вежі. Він налічує 23 кімнати та 11 ванн, майже всі з видом на океан. У будинку сім камінів і соляний басейн. Він розташований на 2,5 акрах землі з 307 футами берегової лінії. Гоув придбала 25 000 рослин для озеленення, але вона наполягала на тому, щоб не садити високі чагарники чи дерева, щоб не заважати громадському виду на замок Каркассонн або океан.

## Власники

### Аролайн Пінкхам Гоув
До і після смерті чоловіка Аролайн П. Гоув (1885–1939) активно займалася нерухомістю як інвестицією, купуючи власність у Бостоні, Пібоді, Свампскотті, Лінні, Денверсі та Сейлемі. У 1927 році вона придбала маєток Flying Point на південному заході Марблхеду, а в 1935 році почала будувати новий кам'яний особняк, названий на честь замку в Каркассонні, Франція, який вона відвідала під час подорожей.

### Гвідо Руджо
Після смерті Аролайн у 1939 році замок Каркассонн успадкувала її дочка, Лідія Пінкхам Гоув. 15 серпня 1949 року Гвідо Руджо купив замок Каркассонн за 50 000 доларів. У 1954 році сім'я Руджо приймала 500 гостей на день народження архієпископа Річарда Дж. Кушинга.

### Джордж А. Батлер
У 1972 році Джордж А. Батлер, дистриб'ютор Toyota у Новій Англії, придбав замок Каркассонн. Батлер прикрасив замок унікальними предметами, такими як скринька з ювелірними виробами з яйця страуса та картина Мухаммед Алі, підписана боксером. У замку також були приватний вертолітний майданчик, маленький театр і чотири тераси садів. Щорічно в замку проходили благодійні заходи, зокрема для дитячої лікарні Бостона.

### Подальша історія
Після продажу замку в 1982 році, його купив забудовник Вільям Ліллі за 1 мільйон доларів. У 1991 році нерухомість була викуплена банком через аукціон.
У 1992 році нові власники, родина Джанатасіо, провели масштабну реставрацію.